# Heilig Hart van Jezuskerk (Roermond)
De Heilig Hart van Jezuskerk is een parochiekerk, gelegen aan de Monseigneur Driessenstraat 2 in de Nederlandse stad Roermond.
De kerk werd ontworpen door Caspar Franssen en Joseph Franssen en gebouwd in 1923. Ze is gelegen in de woonwijk Roermondse Veld, gelegen tussen het centrum van de stad en Maasniel, en gebouwd voor de bewoners van één der eerste planmatige uitbreidingswijken.

## Gebouw
Het betreft een bakstenen bouwwerk in traditionalistische stijl, sterk naar de neogotiek neigend. Het is een complex bouwwerk. De centrale ruimte wordt gedekt door een achtkante koepel met daarop een lantaren. Deze wordt geflankeerd door vier vierkante torentjes met daarbovenop nog een achtkante geleding. Ook de voorgevel wordt door twee achtkante traptorentjes geflankeerd. De voorgevel heeft een drietal spitsbogige toegangsdeuren.

## Interieur
De kerk bevat een aantal muurschilderingen door K. Baard (1936-1939). Het altaar is een werk van Jean Geelen, terwijl Atelier Thissen verantwoordelijk was voor het zandstenen Raphaëlaltaar van 1927 en de preekstoel van 1932. Het Jozefaltaar is van Eugène Laudy (1952) en de kruiswegstaties zijn van Wijnand Geraedts (1929-1932). Het Verschueren-orgel is van 1937.

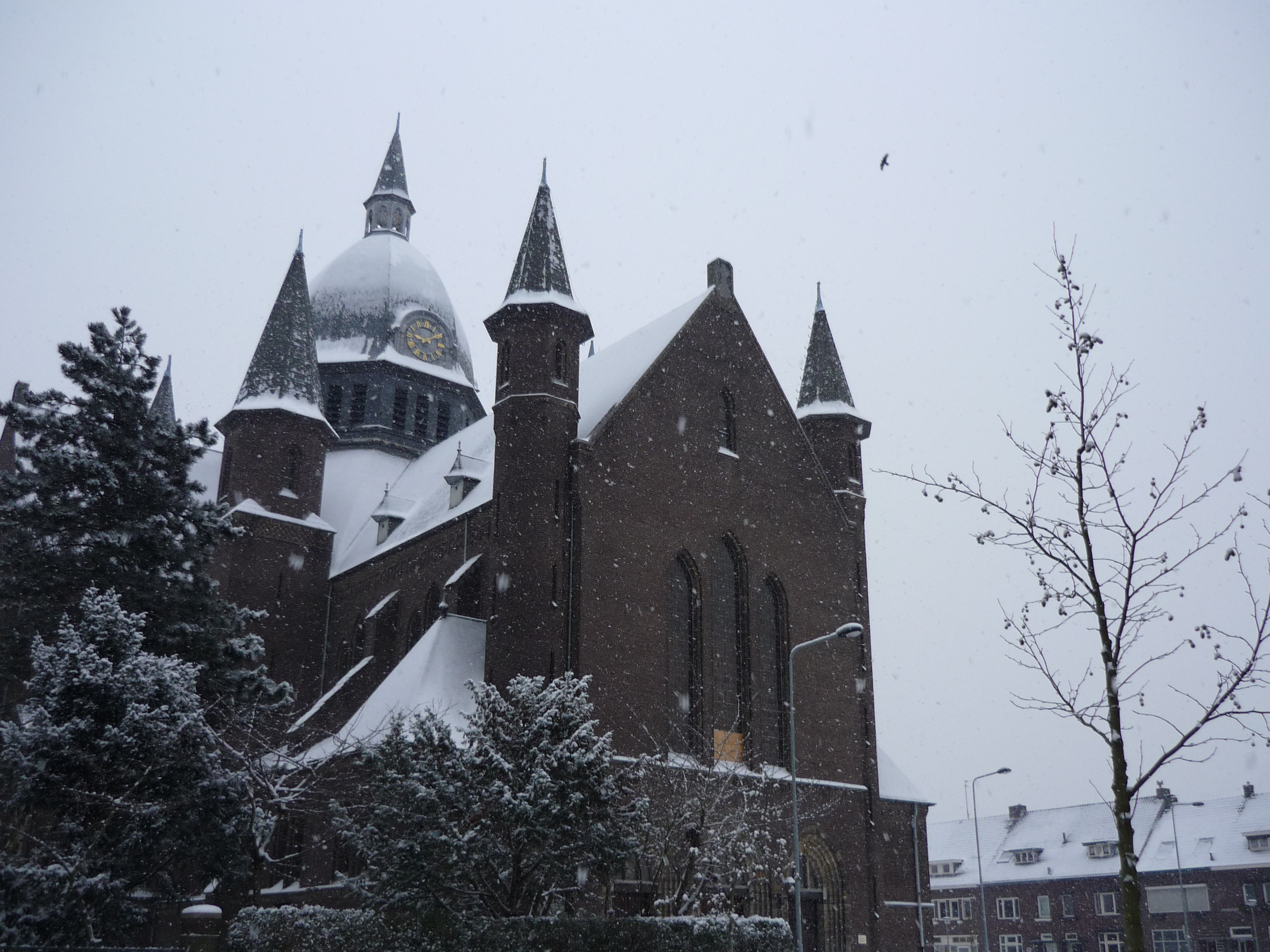
Heilig Hart van Jezuskerk

- Rijksmonument: 520535